# Litoria nudidigitus
Litoria nudidigitus es una especie de anfibio anuro de la familia Pelodryadidae. 

## Distribución geográfica
Esta especie es endémica de Australia. Habita al sur del río Wollondilly en Nueva Gales del Sur hasta el río Aberfeldy en el este de Victoria.

## Descripción
Los machos miden de 25 a 30 mm y las hembras de 28 a 32 mm.

## Publicación original
- Copland, 1963 "1962" : Hyla phyllochrous Gunther (Amphibia) as an addition to the fauna of Victoria, with the description of a new race and a note on the name of the genus. Proceedings of the Linnean Society of New South Wales, vol. 87, p. 137-140[5]